# جی.سی.استاف
جی. سی. استاف (به انگلیسی: J.C.Staff) ⁪ (ژاپنی: 株式会社ジェー・シー・スタッフ هپبورن: Kabushiki-gaisha Jē Shī Sutaffu, J و C مخفف «ژاپن خلاق» از جمله «Japan Creative» هستند), یک استودیو پویانمایی ژاپنی است که در ژانویه ۱۹۸۶ توسط تومویوکی میاتا تأسیس شد. اولین اثر این استودیو یوتودن در سال ۱۹۸۷ بود. جی.سی. استاف چندین مجموعه معروف انیمه مانند کارئه کانو، جنگ غذاها: شوکوگکی نو سوما، باکومن، تورادورا!، مید ساما!، شاکوگان نو شانا و فصل دوم مرد تک مشتی را ساخته‌است.